# Aledo (région de Murcie)
Pour les articles homonymes, voir Aledo.
Aledo est une municipalité de la région de Murcie dans le sud de l'Espagne.
La municipalité abrite un château, construit au début du Moyen Âge par les Maures, qui commande le bassin du Guadalentín de la vallée. Lorsque la Taïfa de Murcie a été conquise par le royaume de Castille, il a été affecté à l'ordre de Santiago, qui a rénové et a ajouté la Torre del Homenaje.

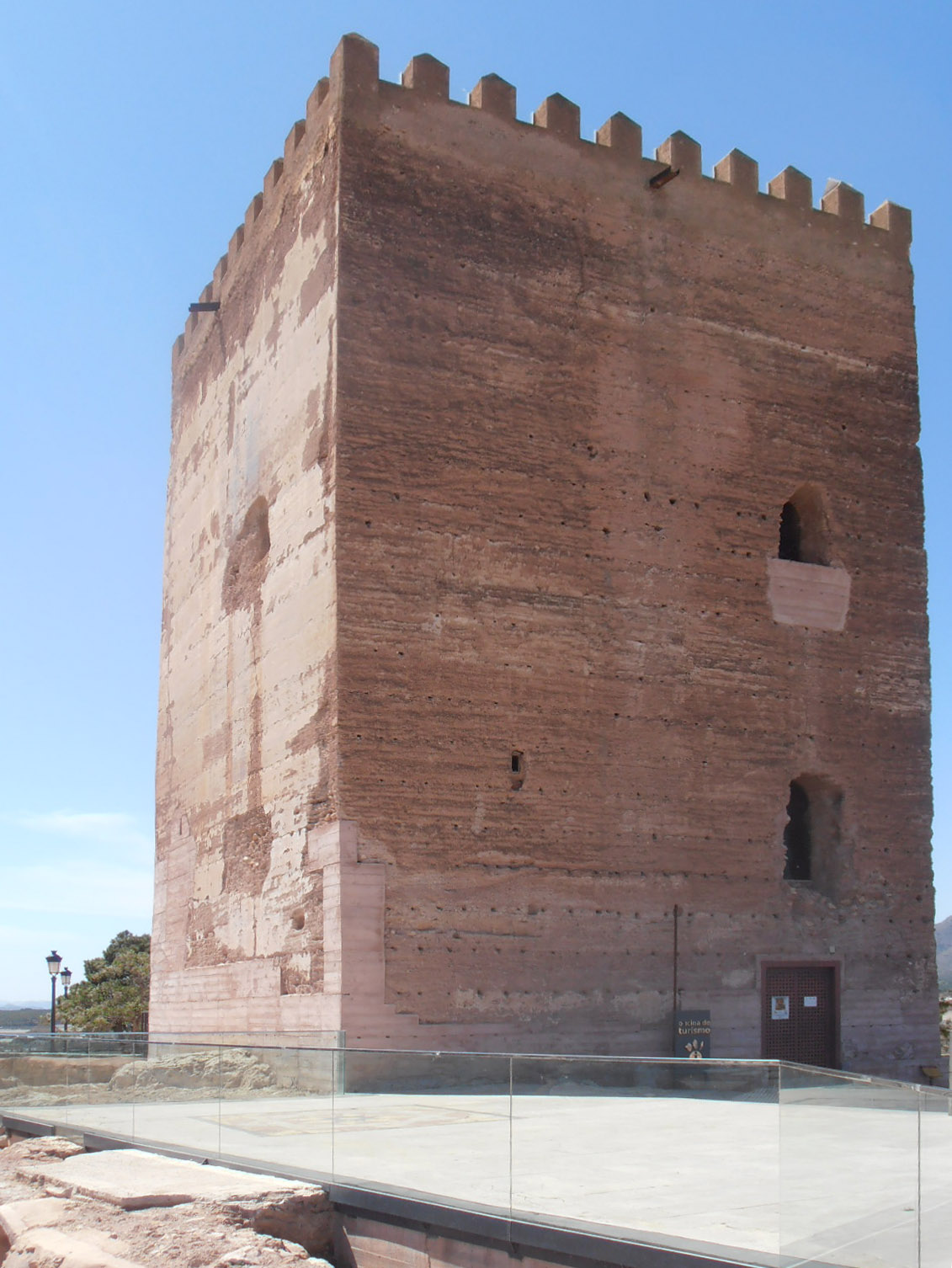
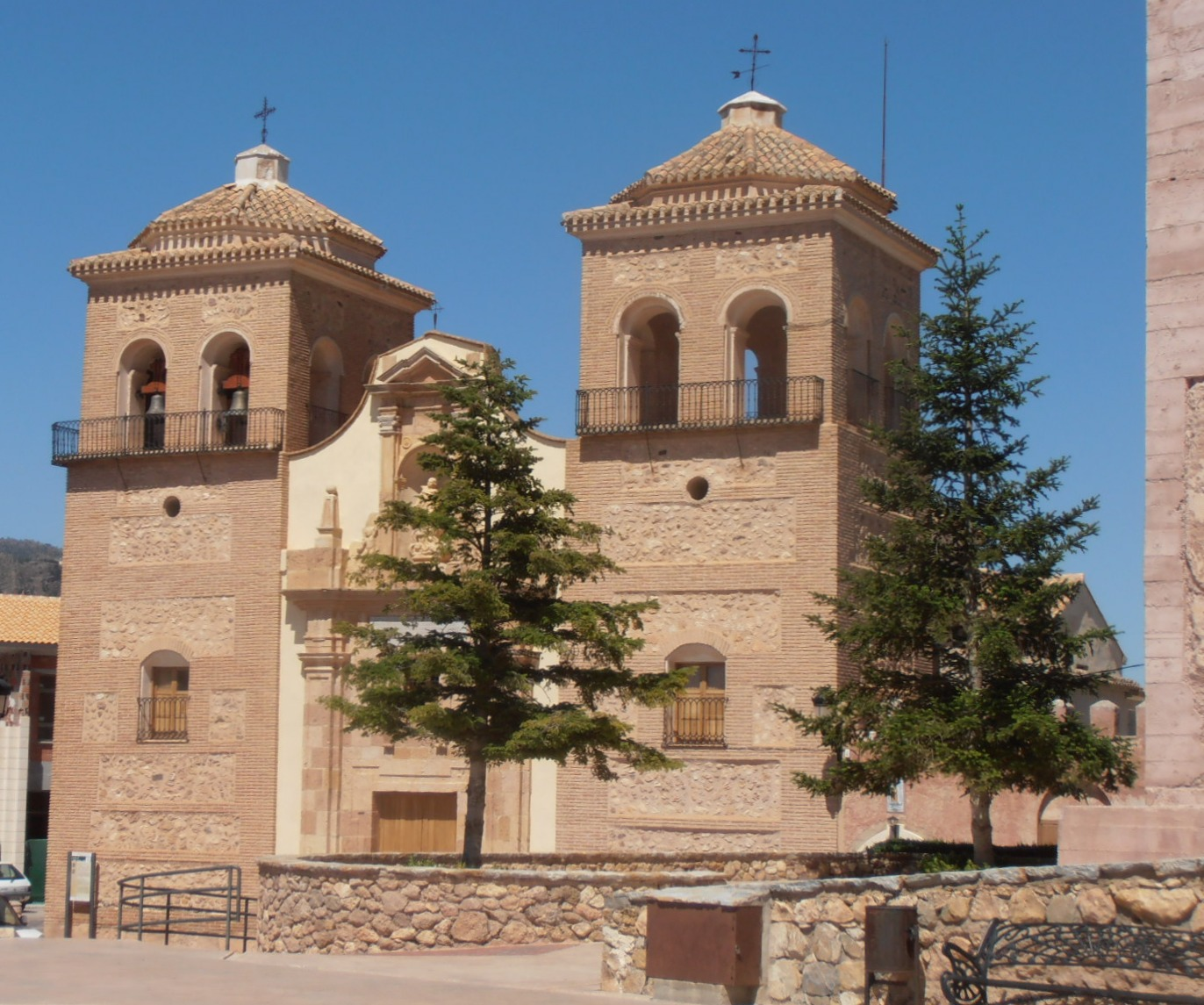